# Dvorec Rosenbichl
Dvorec Rosenbichl stoji v bližini kraja Pulst v občini Lepo polje (nemško Liebenfels) na avstrijskem Koroškem. Gradili so ga od leta 1535 naprej na mestu različnih prejšnjih stavb, ki so bile omenjene v listinah iz leta 1268 in je bil kasneje razširjen. Dolgo časa je služil kot počivališče celovškega ženskega samostana elizabetinskega reda, od oktobra 2012 pa je v zasebni lasti.

## Zgodovina
Dvorec Rosenbichl je v bistvu romanski gradič, vendar so ga skozi stoletja pogosto prezidavali. Stavba predhodnica sedanjega kompleksa je bila zgrajena leta 1268 kot Puehlaren in v 15. stoletju imenovana Minzenbach. Dvorec, vključno z zaselkom Minzenbach, je v 14. stoletju prišel v last Gradeneggerjev, ki so ga podelili družini Kulmer. Ta je od leta 1535 dalje gradila »novi grad« iz starejših sestavnih delov, ki so ga leta 1566 razširili z dodatki.
Kulmerjevi so ostali lastniki gospostva Rosenbichl do leta 1676, ko so dvorec in pripadajoča zemljišča prodali Johanu škofu iz Sulzbacha. Leta 1681 je posest pridobil Franz Andrä von Aschau, štiri leta pozneje pa jo je prevzel kraiški prošt Johan Stieff von Cräntzen in jo v oporoki zapustil opatiji Šentjurij ob Dolgem jezeru. Po razpustitvi samostana je železar Maksimilijan Tadevš von Egger leta 1786 na dražbi kupil samostanski kompleks in druge posesti reda. Družina Egger je Rosenbichl leta 1873 prodala Avstrijski-Alpski rudarski družbi, leta 1889 pa je posest pridobil šentidski odvetnik Franz Prettner in ga zapustil Samostanu Elizabetink v Celovcu. Leta 1935 je bil objekt temeljito prenovljen in stavbno povečan.
Dvorec je služil kot počivališče sestram elizabetinskega reda, ki so bile v zdravstveni službi, od oktobra 2012 pa je v zasebni lasti.

## Opis stavbe
Dvorec Rosenbichl stoji na pobočju Buchberga severovzhodno od kraja Pulst. Kompleks je trinadstropna poznogotska grajska stavba z dvema pravokotno postavljenima krakoma, ki jima sledi obzidano dvorišče. Med prenovo leta 1935 se je izgubil prvotni značaj stavbe kot značilnega podeželskega dvorca koroškega malega plemstva renesančne dobe. Pred preprostimi kamnitimi vrati, ki služijo za dostop, je bil dvižni most. Vzhodno od glavne stavbe je nekaj novejših gospodarskih poslopij, ki pa so bila dozidana šele pozneje.

## Spletne povezave
- Schloss Rosenbichl. In: burgen-austria.com. Private Website von Martin Hammerl; abgerufen am 1. Januar 1900